# 中の島ブルース
『中の島ブルース』（なかのしまブルース）は、1973年に秋庭豊とアローナイツ（当時は秋庭豊とシャネル・フォー名義）が自主製作したシングル。作詞は須田かつひろ、作曲は吉田佐。1975年7月には斎藤保が歌詞を補作した全国版が発売され、内山田洋とクール・ファイブとの競作になった。

## 概要
- 歌志内炭坑のアマチュア社内バンドだったアローナイツが、実力を認められプロになり、札幌に進出して成功。初のオリジナル曲として自主制作で発売された。この当時の歌詞は北海道札幌市豊平区の中の島のみを舞台としていた。この自主制作盤は7000枚を売り上げた[1]。

- 有線放送を通じ人気が全国的になったことから、アローナイツにメジャーデビュー計画が持ち上がり、大阪府大阪市北区の中之島、長崎県長崎市の中島川と全国各地域のなかのしま（長崎については正確にはなかしまがわ）を補作して、内山田洋とクール・ファイブとの競作の形で再発売された。

- セールス面では既に知名度が高かったクール・ファイブが勝り、50万枚を突破[2]、1972年の「そして、神戸」以来のオリコンベスト10入りを果たした。

## 秋庭豊とアローナイツ版

### 収録曲
自主製作盤（1973年）
- 両楽曲共に、編曲：川上英一

1. 中の島ブルース [03:04]
作詞：須田かつひろ／作曲：吉田佐
2. 渚の二人 [02:45]
作詞・作曲：平田満

全国版（1975年）
1. 中の島ブルース [02:59]
作詞：斎藤保／作曲：吉田佐／編曲：竜崎孝路
2. ブルーナイトイン東京 [03:07]
作詞：松本隆／作曲：浜圭介／編曲：小谷充

## 内山田洋とクール・ファイブ版

### 収録曲
- 両楽曲共に、編曲：森岡賢一郎

1. 中の島ブルース [03:12]
作詞：斎藤保／作曲：吉田佐
2. 命燃やして [03:04]
作詞：千家和也／作曲：劉家昌

## カバー
- ザ・マイクハナサンズ（浜博也） - 2009年、シングル『今夜の主役は私です!』（TECA-10208）収録
  - 表題曲であるメドレー曲の中の1曲としてカバー。
- 桑田佳祐 - 2019年、ライブビデオ『平成三十年度! 第三回ひとり紅白歌合戦』収録。